# Stéphane Suédile
Stéphane Suédile (ur. 14 kwietnia 1983) – martynikański piłkarz występujący na pozycji obrońcy. Zawodnik klubu Aiglon du Lamentin.

## Kariera klubowa
Suédile karierę rozpoczynał w 2003 roku w zespole Golden Star. Spędził tam dwa lata, a potem przeniósł się do Aiglon du Lamentin. Rok później, w 2006 odszedł do zespołu Club Franciscain. W 2007 roku zdobył z nim dublet, czyli mistrzostwo i puchar kraju. W 2008 roku ponownie wywalczył z klubem Puchar Martyniki, a w 2009 roku mistrzostwo Martyniki.
W 2011 roku Suédile wrócił do Aiglon du Lamentin.

## Kariera reprezentacyjna
W reprezentacji Martyniki Suédile zadebiutował w 2003 roku. W tym samym roku został powołany do kadry na Złoty Puchar CONCACAF. Zagrał na nim w meczach ze Stanami Zjednoczonymi (0:2) i Salwadorem (0:1), a Martynika zakończyła turniej na fazie grupowej.